# 東京玩具箱
《東京玩具箱》（日语：東京トイボックス）是日本漫畫家雙人團體UME創作的日本漫畫作品。於講談社的周刊Morning2005年至2006年進行連載。單行本全2卷。台灣的中文版代理商是原動力文化。作品日方版權後來轉移到幻冬社發行新裝版本作的續篇《大東京玩具箱》也正在幻冬社旗下連載中。

## 劇情簡介
本作品是講述東京的小型遊戲製作公司G3在日本遊戲業界求生存的過程。主要劇情圍繞在G3在製作公司代表作品(也是唯一的自行製作的遊戲)《武士廚房》的海外版，以及大型公司SOLUDUS打算收《武士廚房》的事件上。

## 主要人物

### G3相關者
Studio G3，靠製作柏青嫂CG動畫好不容易撐起來的小型公司。
天川 太陽
本作主角，男性，G3的社長，不過社長的職位是因為猜拳輸了所以才擔任的。個人代表性台詞是：『我要變更部分規格』。原本是大型遊戲公司SOLUDUS的遊戲製作者，曾經擔任知名遊戲《劍之編年史２、３》的總監，但在《劍之編年史４》製作失敗後失蹤一段時間，之後成立了G3。原本住在月山星乃的公寓房間正下方，可是因為意外而闖入月山的房間後被趕出公寓。
月山 星乃
在大型IT產業公司工作的OL，因為工作能力優秀而受到猜忌他的上司外調到G3任職。是特攝節目『電腦戰士－手機者』的影迷，不過因為覺得不好意思而隱瞞著，對電玩原本一竅不通。
谷崎 七海
G3的美術主任，女性。是SOLUDUS時代就跟天川一起製作遊戲的同伴。
依田 敦史
G3的程式設計主任，男性。有豐富的業界工作經驗，打算出一本講述業界黑暗面的書。
阿部 茉莉
G3的美術組成員，女性。是個腐女。
劍持 千明
G3的美術組成員，女性。
湯淺 太
G3美術組成員，男性。奉子成婚，是社員中唯一的已婚人士。
木場 繁
G3的程設組成員。打字是全社最快的。
金田 正志
G3的程設組成員，原本到東京來是為了成為吉他歌手，在夢碎後成為G3的程式設計師。
哥爾‧羅德里奎茲
G3的程設組成員，美軍預備役和日裔美人第三代，因為愛好日本文化而申請到駐日美軍基地，在成為預備役後到G3擔任程式設計師。

### SOLUDUS WORKS相關者
仙水伊鶴
大型遊戲製作公司SOLUDUS公司AM2局（負責家庭用主機）局長，是天川太陽的童年好友，也是製作《劍之編年史》系列的同伴，但是二人也因為《劍之編年史４》的製作而產生衝突，在天川太陽離開後因為解決《劍之編年史４》的製作問題，因此逐漸成為公司的要角，最後成為AM2局局長。對天川太陽有著某種執著。
窪之内 品子
仙水伊鶴的秘書。

## 出版書籍
單行本
| 卷數 | 講談社        | 講談社                 | 原動力文化     | 原動力文化             |
| 卷數 | 發售日期      | ISBN                   | 發售日期       | ISBN                   |
| ---- | ------------- | ---------------------- | -------------- | ---------------------- |
| 1    | 2006年3月23日 | ISBN 978-4-0637-2507-0 | 2008年10月15日 | ISBN 978-986-662-807-8 |
| 2    | 2006年6月23日 | ISBN 978-4-0637-2529-2 | 2008年8月7日   | ISBN 978-986-662-805-4 |

新裝版
| 卷數 | 幻冬舍        | 幻冬舍                 |
| 卷數 | 發售日期      | ISBN                   |
| ---- | ------------- | ---------------------- |
| 1    | 2007年9月22日 | ISBN 978-4-34-481087-7 |
| 2    | 2007年9月22日 | ISBN 978-4-34-481088-4 |

東京玩具箱0
| 卷數 | 幻冬舍        | 幻冬舍                 |
| 卷數 | 發售日期      | ISBN                   |
| ---- | ------------- | ---------------------- |
| 全   | 2014年3月24日 | ISBN 978-4-34-483067-7 |

## 電視劇
改編電視劇由2013年10月5日至12月21日期間於東京電視台播出。

### 人物
- 天川太陽：要潤（少年期：照井啓能）
- 月山星乃：宇野實彩子（AAA）
- 谷崎七海：北川弘美
- 依田敦史：趙珉和
- 金田正志：菊田大輔
- 阿部茉莉：岸明日香
- 仙水伊鶴：福士誠治（少年期：佐藤光將）
- 窪之內品子：橋本愛實
- 御堂雄頑：石橋蓮司
- キルヒアイス：清水一希
- アンネローゼ：今野杏南
- シュザンナ：高崎聖子
- 須田大作：相島一之
- 猿渡：福井博章
- 高濱久慈子：濱田萬葉
- 百田モモ：足立梨花（第12話）

### 製作人員
- 原作 - UME（小澤高廣、妹尾朝子）
- 脚本 - 徳永友一、山岡真介、服部隆志
- 音樂 - 山岡晃
- 演出 - 宮下健作、筧昌也、山本清史、芝崎弘記
- 主題曲 - SHINee「3 2 1」（EMI Records Japan）[2]
- 副演出 - 森裕史、高田知徳、宮崎剛、伊藤周
- CG - 奥田圭一、相川はじめ
- 遊戲畫面監修 - 横山秀幸、橋本裕之、遠藤琢磨、岩間崇、土田智裕、板垣貴幸、小池俊雄、杉山由美子、奥山義智、横山裕一
- 動畫師 - 加部栄一郎、川上政希、上林大輔、馬場苑未、FREDY、加藤英理子
- 動作捕捉 - Studio Acquire
- 動作捕捉演員 - 剣武会、井上雅稀、近藤孝宜
- 特別協力 - GungHo、Acquire、GAME ARTS、Spike Chunsoft、GRASSHOPPER MANUFACTURE、MarvelousAQL
- 製作人 - 阿部真士（東京電視台） / 槙哲也（Horipro）
- 副製作人 - 安藤一貴、奥村麻美子
- 製作著作 - 東京電視台、Horipro

### 播放日程
| 集數   | 播放日期 | 脚本     | 演出     |
| ------ | -------- | -------- | -------- |
| 第1話  | 10月5日  | 徳永友一 | 宮下健作 |
| 第2話  | 10月12日 | 徳永友一 | 宮下健作 |
| 第3話  | 10月19日 | 徳永友一 | 宮下健作 |
| 第4話  | 10月26日 | 徳永友一 | 筧昌也   |
| 第5話  | 11月2日  | 山岡真介 | 筧昌也   |
| 第6話  | 11月9日  | 山岡真介 | 山本清史 |
| 第7話  | 11月16日 | 服部隆志 | 山本清史 |
| 第8話  | 11月23日 | 服部隆志 | 宮下健作 |
| 第9話  | 11月30日 | 服部隆志 | 芝崎弘記 |
| 第10話 | 12月07日 | 山岡真介 | 筧昌也   |
| 第11話 | 12月14日 | 德永友一 | 山本清史 |
| 第12話 | 12月21日 | 德永友一 | 宮下健作 |

### 播放電視台
| 播放地區       | 播放電視台                | 聯播網         | 播放日期                       | 播放時間             |
| -------------- | ------------------------- | -------------- | ------------------------------ | -------------------- |
| 關東廣域圈     | 東京電視台 【製作電視台】 | 東京電視台系列 | 2013年10月5日 - 12月21日       | 星期六 23:55 - 24:20 |
| 北海道         | TV北海道                  | 東京電視台系列 | 2013年10月5日 - 12月21日       | 星期六 23:55 - 24:20 |
| 愛知県         | 愛知電視台                | 東京電視台系列 | 2013年10月5日 - 12月21日       | 星期六 23:55 - 24:20 |
| 大阪府         | 大阪電視台                | 東京電視台系列 | 2013年10月5日 - 12月21日       | 星期六 23:55 - 24:20 |
| 岡山縣、香川縣 | 瀨戶內電視台              | 東京電視台系列 | 2013年10月5日 - 12月21日       | 星期六 23:55 - 24:20 |
| 福岡縣         | TVQ九州放送               | 東京電視台系列 | 2013年10月5日 - 12月21日       | 星期六 23:55 - 24:20 |
| 山形縣         | TVU山形                   | TBS系列        | 2013年10月31日 - 2014年1月21日 | 星期二 24:58 - 25:23 |
| 和歌山県       | 和歌山電視台              | JAITS          | 2014年1月12日 - 3月30日        | 星期日 22:30 - 22:54 |
| 三重縣         | 三重電視台                | JAITS          | 2014年1月12日 - 3月30日        | 星期日 23:30 - 23:55 |
| 岩手縣         | IBC岩手放送               | TBS系列        | 2014年4月15日 - 7月1日         | 星期二 25:11 - 25:46 |
| 鹿兒島縣       | 南日本放送                | TBS系列        | 2014年4月29日 - 7月15日        | 星期二 25:05 - 25:35 |
| 滋賀縣         | 琵琶湖放送                | JAITS          | 2014年5月23日 - 8月15日        | 星期五 22:30 - 22:55 |

## 外部連結
- 難民チャンプ （页面存档备份，存于） - UME的公式網站
- e-モーニング【東京トイボックス】